# Архиепископ Вестминстера

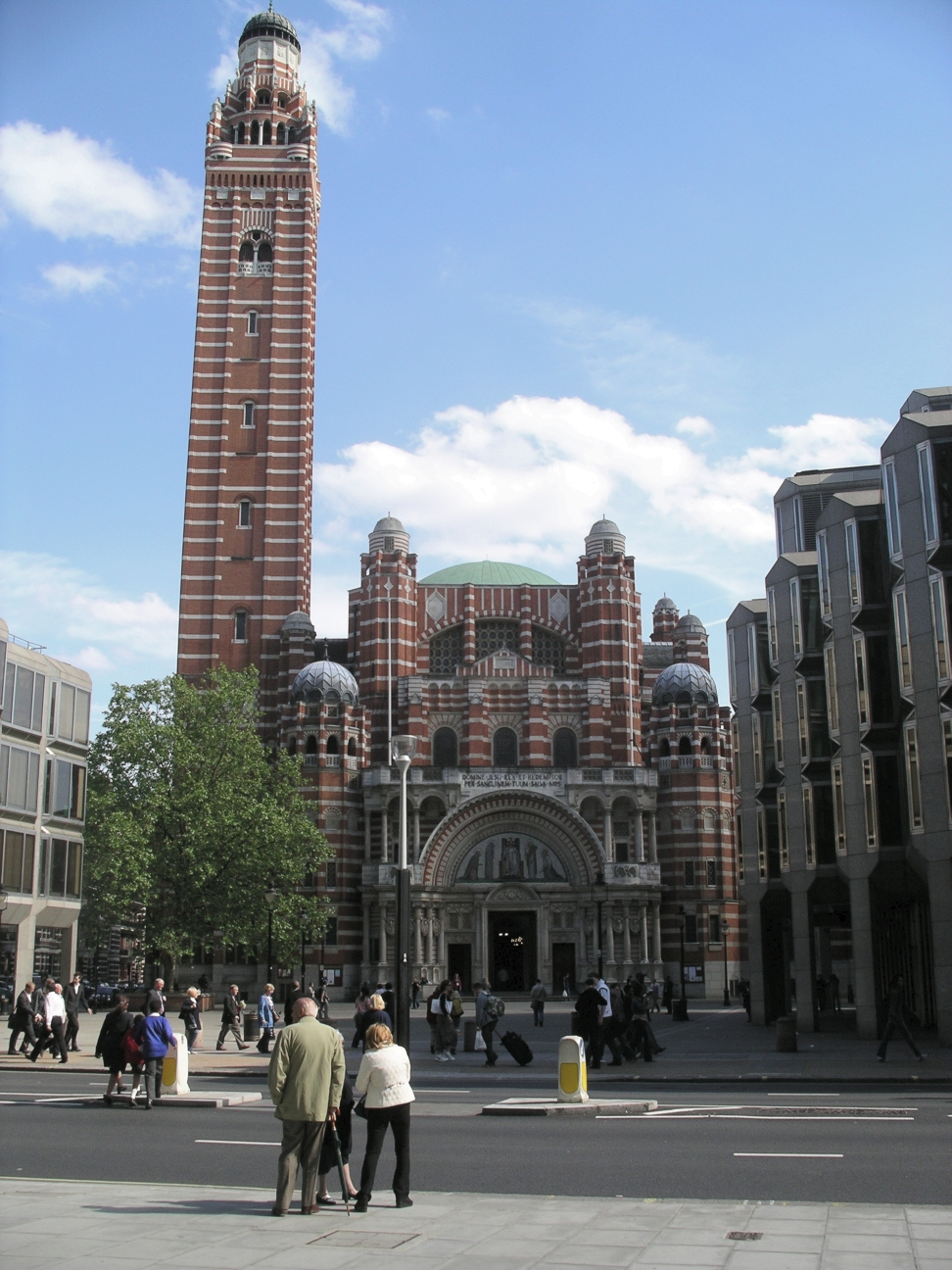
Вестминстерский собор

Архиепископ Вестминстера — глава Католической Церкви Англии и Уэльса (отдельно существует Католическая Церковь Шотландии). Так как с XVI века, после королевской Реформации, католическая иерархия была разгромлена, католических прелатов в Великобритании почти не было. Но в XIX веке папа римский Пий IX издает буллу Universalis Ecclesiae от 29 сентября 1850, в которой восстанавливает католическую иерархию в Англии. Архиепископ Вестминстера становится примасом католиков Англии.
Площадь архидиоцеза составляет 3,634 км² и включает графства: частично Большой Лондон севернее Темзы (южнее Темзы — архиепархия Саутуарка) и Хартфордшир. Центр архидиоцеза находится в центральном Лондоне, в Вестминстерском соборе на Виктория-стрит. Резиденция архиепископа находится на Амбросден авеню.
С 21 мая 2009 года одиннадцатым архиепископом Вестминстерским является кардинал Винсент Джерард Николс. На этом посту он сменил кардинала Кормака Мёрфи-О’Коннора, который ушел в отставку по достижении обязательного пенсионного возраста — 75 лет, став первым в истории архиепископом-эмеритом Вестминстера.

## Список архиепископов Вестминстера
| Список архиепископов Вестминстера | Список архиепископов Вестминстера                        | Список архиепископов Вестминстера | Список архиепископов Вестминстера | Список архиепископов Вестминстера |
| No.                               | Имя                                                      | с                                 | до                                | Примечание |
| --------------------------------- | -------------------------------------------------------- | --------------------------------- | --------------------------------- | --- |
| 1                                 | Николас Уайзмэн (англ. Nicholas Patrick Stephen Wiseman) | 29 сентября 1850                  | 15 февраля 1865                   | Ранее папский викарий Лондона (1849—1850); произведен в кардиналы 30 сентября 1850 года; умер, находясь в должности.                                                          |
| 2                                 | Генри Мэннинг (англ. Henry Edward Manning)               | 16 мая 1865                       | 14 января 1892                    | Ранее англиканский архидиакон, вдовец; перешел в католицизм 6 апреля 1851 года, в Вестминстере (1851—1865); произведен в кардиналы 15 марта 1875; умер, находясь в должности. |
| 3                                 | Герберт Вон (англ. Herbert Vaughan)                      | 8 апреля 1892                     | 19 июня 1903                      | Ранее епископ Салфорда (1872—1892); произведен в кардиналы 16 января 1893 года; умер, находясь в должности.                                                                   |
| 4                                 | Фрэнсис Борн (англ. Francis Alphonsus Bourne)            | 11 сентября 1903                  | 1 января 1935                     | Ранее епископ Саутуарка (1897—1903); произведен в кардиналы 27 ноября 1911 года; умер, находясь в должности.                                                                  |
| 5                                 | Артур Хинсли (англ. Arthur Hinsley)                      | 1 апреля 1935                     | 17 марта 1943                     | Ранее нунций в Африке (1930—1934); титулярный архиепископ Sardes(1930—1935); произведен в кардиналы 13 декабря 1937 года; умер, находясь в должности.                         |
| 6                                 | Бернард Гриффин (англ. Bernard William Griffin)          | 18 декабря 1943                   | 20 августа 1956                   | Ранее вспомогательный епископ Бирмингема (1938—1943); произведен в кардиналы 18 февраля 1946 года; умер, находясь в должности.                                                |
| 7                                 | Уильям Годфри (англ. William Godfey)                     | 3 декабря 1956                    | 22 января 1963                    | Ранее архиепископ Ливерпуля (1953—1956); произведен в кардиналы 15 декабря 1958 года; умер, находясь в должности.                                                             |
| 8                                 | Джон Хинан (англ. John Carmel Heenan)                    | 2 сентября 1963                   | 7 ноября 1975                     | Ранее архиепископ Ливерпуля (1957—1963); произведен в кардиналы 22 февраля 1965 года; умер, находясь в должности.                                                             |
| 9                                 | Бэзил Хьюм (англ. George Basil Hume)                     | 9 февраля 1976                    | 17 июня 1999                      | Ранее аббат (1963—1976); бенедиктинец; произведен в кардиналы 24 мая 1976 года; умер, находясь в должности.                                                                   |
| 10                                | Кормак Мёрфи-О’Коннор (англ. Cormac Murphy-O'Connor)     | 15 февраля 2000                   | 3 апреля 2009                     | Ранее епископ Арундела и Брайтона (1977—2000); произведен в кардиналы 21 февраля 2001 года; ушел в отставку по достижении обязательного возраста (75 лет).                    |
| 11                                | Винсент Николс (англ. Vincent Nichols)                   | 3 апреля 2009                     | по сей день                       | Ранее архиепископ Бирмингема (2000—2009); произведен в кардиналы 22 февраля 2014 года.                                                                                        |